# Giuseppe Cavicchi
Giuseppe Cavicchi (31 maggio 1920 – ...) è stato un calciatore e allenatore di calcio italiano.

## Carriera

### Giocatore
Nel 1948 viene messo in lista di trasferimento dalla Ventimigliese, con cui nella stagione precedente aveva giocato nel campionato di Prima Divisione.

### Allenatore
Ottenuto il patentino da allenatore di terza categoria a Coverciano, nel 1961 inizia ad allenare squadre del C.S.I., rappresentativa torinese che diresse in occasione delle finali per il titolo nazionale italiano.
Alla fondazione del Real Torino dei fratelli Marco e Domenico Rambaudi, è lui ad allenare la squadra biancogranata.
Nel 1968 il Real Torino prende parte alla prima edizione della Serie A femminile. La formazione piemontese, da lui allenata, dopo aver vinto il proprio girone viene sconfitta nelle semifinali per l'assegnazione del titolo.
Successivamente, dal 1969 al 1971 ha allenato la nazionale femminile italiana, con cui ha partecipato a 2 edizioni consecutive della Coppa del Mondo femminile, nel 1970 e nel 1971, e ad un'edizione della Coppa Europa femminile, nel 1969.